# Glycobius speciosus
Glycobius speciosus är en skalbaggsart som först beskrevs av Thomas Say 1824.  Glycobius speciosus ingår i släktet Glycobius och familjen långhorningar. Inga underarter finns listade i Catalogue of Life.